# Luge nos Jogos Olímpicos de Inverno de 2010 - Duplas
As competições de duplas do luge nos Jogos Olímpicos de Inverno de 2010 foram disputadas no Whistler Sliding Centre em Whistler, Colúmbia Britânica, em 17 de fevereiro.

## Medalhistas
| Ouro   | AUT Andreas Linger e Wolfgang Linger |
| Prata  | LAT Andris Šics e Juris Šics         |
| Bronze | GER Patric Leitner e Alexander Resch |

## Resultados
| Pos.              | BIB | Atleta                                          | 1ª descida | 1ª descida | 2ª descida | 2ª descida | Tempo total | Dif.   |
| Pos.              | BIB | Atleta                                          | ST         | TT         | ST         | TT         | Tempo total | Dif.   |
| ----------------- | --- | ----------------------------------------------- | ---------- | ---------- | ---------- | ---------- | ----------- | ------ |
| Medalha de ouro   | 11  | AUT Andreas Linger e Wolfgang Linger            | 8.217      | 41.332     | 8.191      | 41.373     | 1:22.705    | 0.000  |
| Medalha de prata  | 7   | LAT Andris Šics e Juris Šics                    | 8.256      | 41.420     | 8.251      | 41.549     | 1:22.969    | +0.264 |
| Medalha de bronze | 6   | GER Patric Leitner e Alexander Resch            | 8.315      | 41.566     | 8.261      | 41.474     | 1:23.040    | +0.335 |
| 4                 | 2   | ITA Christian Oberstolz e Patrick Gruber        | 8.244      | 41.527     | 8.261      | 41.585     | 1:23.112    | +0.407 |
| 5                 | 4   | GER André Florschütz e Torsten Wustlich         | 8.276      | 41.545     | 8.345      | 41.645     | 1:23.190    | +0.485 |
| 6                 | 3   | USA Dan Joye e Christian Niccum                 | 8.359      | 41.602     | 8.408      | 41.689     | 1:23.291    | +0.586 |
| 7                 | 1   | CAN Chris Moffat e Mike Moffat                  | 8.363      | 41.675     | 8.319      | 41.723     | 1:23.398    | +0.693 |
| 8                 | 5   | AUT Tobias Schiegl e Markus Schiegl             | 8.275      | 41.727     | 8.293      | 41.801     | 1:23.528    | +0.823 |
| 9                 | 8   | ITA Oswald Haselrieder e Gerhard Plankensteiner | 8.419      | 41.789     | 8.374      | 41.860     | 1:23.649    | +0.944 |
| 10                | 10  | RUS Vladimir Makhnutin e Vladislav Yuzhakov     | 8.395      | 41.798     | 8.422      | 41.948     | 1:23.746    | +1.041 |
| 11                | 15  | SVK Jan Harnis e Branislav Regec                | 8.422      | 42.018     | 8.411      | 41.924     | 1:23.942    | +1.237 |
| 12                | 19  | LAT Oskars Gudramovičs e Pēteris Kalniņš        | 8.385      | 41.982     | 8.496      | 42.013     | 1:23.995    | +1.290 |
| 13                | 9   | USA Mark Grimmette e Brian Martin               | 8.448      | 41.821     | 8.571      | 42.184     | 1:24.005    | +1.300 |
| 14                | 12  | RUS Mikhail Kuzmich e Stanislav Mikheev         | 8.488      | 42.174     | 8.453      | 41.981     | 1:24.155    | +1.450 |
| 15                | 18  | CAN Justin Snith e Tristan Walker               | 8.522      | 42.100     | 8.531      | 42.120     | 1:24.220    | +1.515 |
| 16                | 13  | UKR Andriy Kis e Yuriy Hayduk                   | 8.415      | 42.219     | 8.437      | 42.136     | 1:24.355    | +1.650 |
| 17                | 14  | ROU Cosmin Chetroiu e Ionut Taran               | 8.506      | 42.360     | 8.471      | 42.271     | 1:24.631    | +1.926 |
| 18                | 17  | CZE Luboš Jíra e Matěj Kvíčala                  | 8.470      | 42.204     | 8.592      | 42.459     | 1:24.663    | +1.958 |
| 19                | 20  | UKR Taras Senkiv e Roman Zaharkiv               | 8.721      | 42.767     | 8.639      | 42.595     | 1:25.362    | +2.657 |
| 20                | 16  | ROU Paul Ifrim e Andrei Anghel                  | 8.575      | 43.007     | 8.493      | 42.466     | 1:25.473    | +2.768 |

Legenda
| Recorde mundial      | Recorde mundial (World record)               |                       | Recorde africano                      | Recorde africano (African) |                                           | Q | Classificado por posição (Qualified) |
| Recorde olímpico     | Recorde olímpico (Olympic record)            | Recorde da América    | Recorde da América (Americas)         | q                          | Classificado por melhor tempo (Qualified) |   |                                      |
| Melhor marca do ano  | Melhor marca do ano (World leading)          | Recorde asiático      | Recorde asiático (Asian)              | DNS                        | Não largou (Did not start)                |   |                                      |
| Recorde nacional     | Recorde nacional (National record)           | Recorde europeu       | Recorde europeu (European)            | DNF                        | Não terminou (Did not finish)             |   |                                      |
| Recorde pessoal      | Recorde pessoal do atleta (Personal best)    | Recorde da Oceania    | Recorde da Oceania (Oceania)          | DSQ / DQ                   | Desclassificado (Disqualified)            |   |                                      |
| Recorde da temporada | Recorde da temporada do atleta (Season best) | Recorde sul-americano | Recorde sul-americano (South America) | NM                         | Sem marca (No mark)                       |   |                                      |